# Métro léger de Denver
Le métro léger de Denver est un réseau de tramway (« light rail » en anglais) ou LRT à Denver, au Colorado, aux États-Unis, géré par le Regional Transportation District (RTD).

## Historique
La première ligne train léger du RTD, longue de 8,5 km (actuellement ligne D), a ouvert le vendredi 7 octobre 1994, d'abord gratuitement pour cette demi-journée et le weekend qui suivait, puis le service payant a commencé le 10. Des estimations ont démontré que plus de 200 000 voyageurs ont emprunté cette ligne au cours de son weekend d'ouverture (2 jours et demi), alors que la flotte ne comportait que 11 rames Siemens SD-100.
Ensuite, plusieurs extensions ont été ouvertes. Une première extension de 14 km au sud-ouest vers la Mineral Avenue de Littleton a été inaugurée en juillet 2000, suivie par une deuxième de 2,9 km vers la gare centrale de Denver en avril 2002.
Une extension supplémentaire de 31 km Lone Tree et Parker Drive a suivi en novembre 2006. En janvier 2000, le réseau était composé de 125 rames circulant sur 63 km de voie.

## Réseau actuel

### Aperçu général
La première ligne du réseau, le corridor central (Central Corridor Light Rail), a ouvert en 1994. Une deuxième ligne, le corridor du sud-ouest (Southwest Corridor), a ouvert en 2000. Une extension au centre-ville de Denver, la branche de Central Platte Valley (Central Platte Valley Spur), a ouvert en 2002. Une quatrième ligne, le corridor du sud-est (Southeast Corridor - T-Rex), a ouvert le 17 novembre 2006.
Il y a quelques projets d'expansion, surnommés FasTracks. Le premier projet du FasTracks est une nouvelle ligne de tramway vers la banlieue ouest de Denver, à Golden, le corridor de l'ouest (West Corridor). La ligne a ouvert en 2013. En 2016, deux nouvelles lignes de train de banlieue ont ouvert, le corridor de l'est (East Corridor) de Denver à son aéroport, et le corridor du nord-ouest (Northwest Corridor) de Denver à Westminster. En 2017, une ligne tangentielle a ouvert entre Aurora et Lone Tree et en 2019, une ligne a ouvert entre Denver et Wheat Ridge.
En 2020, une ligne de Denver à Thornton a ouvert.

### Lignes
| Ligne | Type              | Terminus                                        | Année d'ouverture                                              | Nombre de gares | Tracé |
| ----- | ----------------- | ----------------------------------------------- | -------------------------------------------------------------- | --------------- | ----- |
| A     | train de banlieue | Union Station - Denver Airport                  | 2016                                                           | 8               |       |
| B     | train de banlieue | Union Station - Westminster                     | 2016                                                           | 2               |       |
| D     | tramway           | 18th/California - Littleton-Mineral             | 1994                                                           | 14              |       |
| E     | tramway           | Union Station - RidgeGate Parkway               | 2006                                                           | 18              |       |
| G     | train de banlieue | Union Station - Wheat Ridge-Ward                | 2019                                                           | 8               |       |
| H     | tramway           | 18th/California - Florida                       | 2006                                                           | 18              |       |
| L     | tramway           | 16th/Stout - 30th/Downing                       | 1994 en tant que ligne D, tronçon séparé de la ligne D en 2018 | 8               |       |
| N     | train de banlieue | Union Station - 124th/Eastlake                  | 2020                                                           | 7               |       |
| R     | tramway           | Peoria - RidgeGate Parkway                      | 2017                                                           | 16              |       |
| W     | tramway           | Union Station - Jeffco Government Center-Golden | 2013                                                           | 15              |       |